# Сталев, Андрей
Андрей Сталев (род. 1 мая 1989 года) — эстонский пловец в ластах.

## Карьера
Тренируется в г. Маарду.
Бронзовый призёр чемпионата Европы 2010 года в эстафете.
Студент Таллинского технического университета.